# Ступица (Удине)
Ступица је насеље у Италији у округу Удине, региону Фурланија-Јулијска крајина.
Према процени из 2011. у насељу је живело 39 становника. Насеље се налази на надморској висини од 209 м.